# Budweiser (Anheuser-Busch)
Budweiser (МФА: [ˈbʌdwaɪzər]) — пиво низового бродіння, світлий лагер, одне з найпопулярніших сортів пива на ринку США. Наразі — світова торговельна марка, що належить найбільшому у світі виробнику пива корпорації Anheuser-Busch InBev. Budweiser виробляється на низці броварень США та інших країн, продається на усіх основних ринках пива у світі.

## Історія

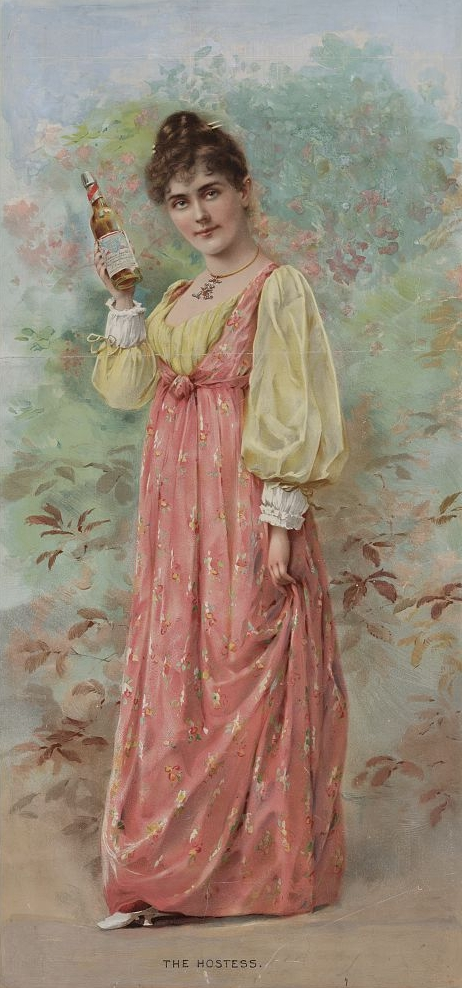
Реклама Budweiser 1892 року.

Історія американського Budweiser почалася 1876 року, в якому один зі співвласників розташованої у Сент-Луїсі (штат Міссурі) родинної броварні Anheuser-Busch Адольфус Буш відвідав Богемію та, повернувшись до Америки, вирішив започаткувати виробництво пива богемського типу. Оскільки за основу нового сорту пива були взяті рецептури майстрів з містечка Чеські Будейовиці (нім. Budweis), його було названо відповідно до прийнятої там традиції Budweiser (букв. з німецької «будейовицьке»). У майбутньому такий вибір назви став причиною більш ніж сторічного конфлікту щодо права використання торговельної марки Budweiser між Anheuser-Busch та чеською броварнею Budweiser Budvar.
Незважаючи на задекларовану навіть у назві нового сорту пива відповідність чеським пивоварним традиціям склад та смакові якості американського Budweiser суттєво відрізнялися від європейського відповідника, що дозволило говорити про появу у США власного типу пива, яке отримало назву американський лагер і родоначальником якого прийнято вважати саме пиво виробництва Anheuser-Busch. До 1901 року Budweiser вже мав статус загальнонаціонального пива у США і обсяги його річного виробництва перевищили 1 мільйон барелів (майже 12 мільйонів декалітрів). Пиво Budweiser було одним з перших продуктів, при виробництві якого у промислових масштабах використовувалися холодильні установки та пастеризація. Застосування пастеризації вже з 1877 року дозволяло значно підвищити термін придатності пива і відповідно уможливлювало його транспортування на далекі відстані, що сприяло завоюванню цим пивом загальноамериканського ринку.
Традиційний Budweiser фактично не випускався під час дії Сухого закону у Сполучених Штатах в 1920-33 роках, коли компанія-виробник існувала за рахунок випуску сортів пива з мінімальним вмістом алкоголю, у тому числі й під назвою Budweiser, а також за рахунок виробництва інших харчових продуктів. По завершенні дії Сухого закону Budweiser відновив свою популярність у США, не в останню чергу завдяки безпрецедентній акції, під час якої протягом 5 днів усі охочі могли спробувати це пиво абсолютно безкоштовно.
Згодом позиції Budweiser на ринку США й надалі посилювалися завдяки масштабним рекламним кампаніям, спонсорській підтримці популярних спортивних подій тощо. У 2000-х роках вже більше половини продажів пива на ринку США припадали на продукцію Anheuser-Busch, чиїм наймасовішим та найпопулярнішим продуктом є саме Budweiser. Крім того пиво цієї торговельної марки активно просувалося на зовнішні ринки, як через експорт, так й через ліцензійні угоди з іноземними пивоварними компаніями. Вже з 1957 року Budweiser вважалося пивом з найбільшими обсягами продажів у світі.
2008 року контрольний пакет акцій Anheuser-Busch був придбаний міжнародною бельгійсько-бразильською корпорацією InBev. Утворена в результаті цього поглинання корпорація Anheuser-Busch InBev є наразі найбільшим виробником пива у світі, а Budweiser став одним з трьох світових брендів цього пивоварного гіганта, разом з Beck's та Stella Artois. Наразі пиво цієї торговельної марки виробляється у декількох країнах світу та представлене на більш ніж 70 національних пивних ринках. Через суперечку щодо назви Budweiser на деяких ринках, зокрема у більшості країн Європейського Союзу, продається під торговельною маркою «Bud».

## Різновиди
Провідним сортом бренду Budweiser є так званий американський лагер зі вмістом алкоголю на 5 %, при виробництві якого крім стандартних для традиційних лагерів інгредієнтів використовується рисова крупа. Крім нього у різні часи під торговельними марками Budweiser та Bud вироблялися або продовжують вироблятися ще декілька сортів пива, зокрема:
- Budweiser Select — полегшений низькокалорійний світлий лагер зі вмістом алкоголю 4,3 %.
- Budweiser American Ale — напівтемний ель зі вмістом алкоголю 5,3 %.
- Budweiser 4 — полегшений світлий лагер зі вмістом алкоголю 4,0 %.
- Bud Light — полегшений світлий лагер зі вмістом алкоголю 4,0 %.
- Bud Ice — льодове світле пиво зі вмістом алкоголю 5,5 %.
- Bud Dry — світле пиво зі вмістом алкоголю 5,5 %.